# Línguas frâncicas
As línguas frâncicas constituem um grupo linguístico da família indo-europeia incluído no sub-ramo ocidental do ramo germânico. 
O grupo frâncico reúne línguas ou dialetos do baixo-alemão, do alemão central (ou médio alemão) e do alto-alemão, sendo, portanto, um grupo polifilético, cuja pertinência é discutida. Sua denominação se deve aos francos, antigo povo germânico que habitava a margem ocidental do Reno e dominou grande parte da Europa Ocidental a partir do século V.  Os idiomas desse grupo ainda são falados no nordeste do antigo reino dos Francos.  
A partir do século VIII, variantes do alto-alemão antigo predominaram na parte oriental do reino franco, enquanto o francês antigo dominava na parte ocidental. Atualmente, diversos dialetos germânicos são qualificados como  frâncicos.
A noção das línguas frâncicas, nesta classificação, não pressupõe uma ligação com o frâncico antigo - a língua falada pelos francos salianos e merovíngios -, que pertence ao baixo-alemão. 
Os chamados falares "francos" do alemão central e do alto-alemão não têm afiliação linguística direta com o francês antigo, mas estão ligados à ocupação histórica, pelo reino franco, das regiões onde esses idiomas eram falados e às várias influências linguísticas daí decorrentes. A língua materna de Carlos Magno, por exemplo, era o frâncico renano (que faz parte do alemão médio ocidental) e não mais o velho frâncico dos merovíngios, pois sua linhagem adotara a língua local da região onde se estabelecera.

## Baixo-frâncico
Chama-se baixo-frâncico ao conjunto de línguas ou dialetos do baixo-alemão falados essencialmente em partes dos Países Baixos e da Bélgica, bem como em pequenas porções do oeste da Alemanha e do norte da França.  A partir do século VII,  o neerlandês antigo evoluiu do baixo-frâncico. 

## Médio-frâncico
Os dialetos médio-frâncicos fazem parte do grupo alemão central, médio-alemão ocidental (Westmitteldeutsch). O médio alemão ou alemão central é considerado como um tipo de alto-alemão.

### Na França
Falado no nordeste da Lorena e no norte da Alsácia, o frâncico é considerado como uma das línguas regionais da França.
Ele não deve ser confundido com o alsaciano alemânico (falado na maior parte da Alsácia) ou com o alemão padrão (Hochdeutsch), considerado como a norma escrita de referência por uma parte daqueles que falam o frâncico), nem com o lorrain (Loreno), que é um dialeto românico.
O frâncico é falado por cerca de 350 000 pessoas no departamento da Mosela e também em certas zonas da Alemanha, do Luxemburgo, da Bélgica e do norte da Alsácia.
Três formas de frâncico são faladas na Lorena, que são, de oeste a leste:
- o frâncico-luxemburguês (ou luxemburguês, Lëtzebuergesch) na região de Thionville (e também no Luxemburgo e na Bélgica, na região de Arlon). Certas classificações colocam juntos o luxemburguês e o frâncico da Moselle.
- o frâncico moselano (Moselfränkisch) na região de Nied, em Boulay (igualmente na Alemanha, ao longo do rio Mosela)
- o frâncico renano (ou ripuário, Rheinfränkisch), na região de Forbach, no vale do rio Sarre e na região de Bitche, bem como na região de Sarrebourg (e também na Alsácia do norte e na Alemanha, na maior parte do Land da Sarre e da região do Palatinado (parte do Land de Renânia-Palatinado)

Na Lorena, o frâncico é designado por diversos termos: Platt, Lothringer Platt, Lothringer Déitsch, Fränkisch, Lothringisch, francique lorrain, [[frâncico lore.no].
O frâncico loreno, nas suas diferentes variantes, não constitui uma ramificação específica do frâncico, pois essas diferentes variantes são igualmente faladas fora da Lorena. Mas na Lorena e no norte da Alsácia o frâncico é mais fortemente influenciado pelo francês, com um vocabulário englobando diversas palavras francesas ligeiramente modificadas.
O « platt » é o termo mais empregado hoje em dia (2005) pelos Lorenos para designar o frâncico loreno. Ele é atestado principalmente na imprensa local e na edição, mas ainda não aparece nos dicionários franceses.
- O auxiliar "ter" "avoir" em frâncico renano (vale do rio Sarre e região de Bitche) = "hon": ich hon, du hasch, er/sie/'s hat, mir hon, ihr hon, se hon

em alemão: ich habe, du hast, er hat, wir haben, ihr habt, sie haben
- O auxiliar "ser"  "être" = "sin": ich bin (ou ich sin), du bisch, er/sie/'s isch, mir sin, ihr sin, se sin

em alemão: ich bin, du bist, er/sie/es ist, wir sind, ihr seid, sie sind

### Na Alemanha, Luxemburgo e na Bélgica
- O ripuário
  - O frâncico de Colônia (Kölsch) é falado na região de Colônia e nos cantões do leste da Bélgica.
- O Nordhessisch
- O Mittelhessisch
- O Osthessisch
- O frâncico renano
  - O frâncico palatino (Pälzisch, em alemão Pfälzisch) é falado no Palatinado.
- O luxemburguês é a língua oficial do Luxemburgo, e é também falado na Bélgica, na região de Arlon, perto da fronteira com o Luxemburgo.
- O frâncico moselano
- Na Sarre, fala-se o frâncico moselano e o frâncico renano.
- O frâncico renano é também falado nos EUA, pelos Amish, e na Pensilvânia, onde vivem os descendentes de imigrantes alemães.

## O alto-frâncico
- O frâncico oriental (Ostfränkisch) é falado na Francônia, região do norte da Baviera.
- O frâncico renano meridional (Südrheinfränkisch) é falado em Karlsruhe e em Heidelberg.

## Léxico

### Empréstimos do francês
Eis algumas palavras que o francês pediu emprestado ao antigo frâncico, a língua dos francos:
- éperon < *sporo (antigo frâncico, cf. alemão Sporn)
- hêtre < *haistr (antigo frâncico)
- fauteuil < faldistôl (frâncico, cf. alemão falten « plier » e Stuhl « chaise »)
- jardin < *gart ou gardo « jardim » (antigo frâncico), « clôture », mas também « épine »…
- heaume < helm « elmo, capacete » (francique capacete, cf. inglês helmet)
- marais < *marisk « marisco » (antigo frâncico, cf. inglês marsh)
- marque (de marquer) & marche (frontière)< *marka « marca, fronteira » (antigo frâncico, cf. inglês mark)
- rang < *hring « anel, rango, círculo, assembleia militar » (antigo frâncico, cf. alemão Ring)
- trêve < *treuwa « trégua, contrato, convenção » (antigo frâncico, cf. alemão Treue)